# Hestiasula inermis
Hestiasula inermis är en bönsyrseart som beskrevs av Wood-mason 1879. Hestiasula inermis ingår i släktet Hestiasula och familjen Hymenopodidae. Inga underarter finns listade i Catalogue of Life.